# Ozone Park-Lefferts Boulevard
Lefferts Boulevard is een station van de metro van New York aan het einde van de Fulton Street Line in Queens. Lijn  maakt gebruik van dit station.
 ·  ·  ·  ·  ·  ·  ·  ·  · 